# سحلية دودية غربية
سحلية دودية غربية (الاسم العلمي: Amphisbaena occidentalis) هي نوع من الزواحف تتبع جنس السحلية الدودية من فصيلة السحالي الدودية.